# Gastone Canessa
Gastone Canessa (Livorno, 10 agosto 1920 – Firenze, 30 agosto 1975) è stato un pittore, scrittore e fondatore di un'Accademia d'Arte italiano.

## Biografia
Dopo la laurea in Storia dell'Arte a Pisa si perfezionò a Firenze, dove si stabilì definitivamente fin dal 1949. Proveniva dalla scuola pittorica dei Macchiaioli avendo studiato a lungo l'opera acquafortista del loro caposcuola, come lui livornese, Giovanni Fattori.
Sue grandi passioni furono la pittura, la pubblicità, la stampa la ceramica, il cinema.
Il suo più importante impegno è stato quello di fondatore, nel 1956, e di direttore dell'Accademia Cappiello (Accademia d'Arte e Design Leonetto Cappiello) di cui è stato fino all'ultimo (1975) l'instancabile ed appassionato animatore quotidiano.

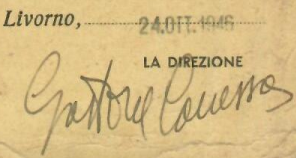
Firma di Gastone Canessa sul tesserino personale di un redattore della rivista Cinestoria.

Fondatore e Direttore responsabile di CINESTORIA, settimanale cinematografico e di varietà, a Livorno per un breve periodo durante il 1946.

## Opere
È stato autore di alcune opere assai note tra cui la Guida alla Ceramica (ed. Universitaria - Firenze - 1955) ed i tre volumi della Guida del Chianti (ed. Il Chianti - Firenze 1971/74), nonché di numerose opere a carattere didattico tra cui: Storia della Pubblicità, Storia del Disegno e del Cartellone, Tecnica del Layout Pubblicitario ed Editoriale, Tecniche di Stampa, Disegnare i Caratteri (tutte ed. CIS - Firenze - 1957/1960)
È sua anche la pala d'altare ad olio posta nella chiesa del Convento di San Bernardino a Vetreta, Comune di Massa Marittima, dedicata nel 1960 a San Bernardino da Siena, proclamato patrono dei pubblicitari italiani il 19 ottobre 1956 da Papa Pio XII per volontà ed iniziativa dell'allora direttore della FIP (Federazione Italiana Pubblicità), Dr. Lorenzo Manconi.
Nel 1960 curò l'allestimento della Mostra del Manifesto Francese "Da Toulouse Lautrec a Picasso" inauguratasi a Firenze nel mese di novembre, a Palazzo Strozzi, per iniziativa dell'Azienda Autonoma del Turismo di Firenze, della "Scuola Fiorentina di Arte e Pubblicità Leonetto Cappiello" e del Consolato generale di Francia a Firenze, che aveva provveduto con un lungo e paziente lavoro a rintracciare una considerevole quantità di manifesti originali, alcuni dei quali molto rari, comprendenti oltre 200 opere di autori famosi tra cui Toulouse Lautrec, Leonetto Cappiello, Savignac, Sepo e molti altri relativi al periodo 1870-1950, donati, al termine dell'esposizione, all'accademia che ne è tuttora gelosa custode.
Una grande esposizione della sua opera grafica è stata allestita a Firenze, alla Loggia Rucellai, nel dicembre 1969 a cura dell'Azienda di Turismo ed i suoi disegni appena hanno figurato a Londra, Chester e Sheffield nel maggio 1970 nel corso delle manifestazioni italiane. I suoi quadri ad olio sono stati esposti, negli anni, in un grande numero di mostre allestite in Toscana ed in varie parti d'Italia. 
Numerose sue opere figurano in gallerie e collezioni private.